# Чанд Дхаван, Мехар
Мехар Чанд Дхаван (англ. Mehar Chand Dhawan; 3 июня 1912, Шимла, Британская Индия — неизвестно) — индийский легкоатлет, выступавший в в беге на короткие дистанции и тройном прыжке. Участник летних Олимпийских игр 1932 года.

## Биография
Буну Саттон родился 3 июня 1912 года в индийском городе Шимла.
В 1932 году вошёл в состав сборной Индии на летних Олимпийских играх в Лос-Анджелесе. В эстафете 4х100 метров сборная Индии, за которую также выступали Буну Саттон, Рональд Верньё и Дики Кэрр, заняла в полуфинале последнее, 5-е место, показав результат 43,7 и уступив 1,7 секунды попавшей в финал с 3-го места команде Великобритании. В тройном прыжке занял предпоследнее, 14-е место, показав результат 13,66 метра и уступив 2,06 метра завоевавшему золото Тюхэю Намбу из Японии.
О дальнейшей жизни данных нет.

## Личный рекорд
- Тройной прыжок — 14,29 (1935)[4]